# ایمنی روولیوتسی
ایمنی روولیوتسی (به لاتین: Imeni Revolyutsii) یک منطقه مسکونی پیشین در جمهوری آذربایجان است که در شهرستان آق‌دام واقع شده است.